# Ranquitte
Ranquitte este o comună din arondismentul Saint-Raphaël, departamentul Nord, Haiti, cu o suprafață de 81,65 km2 și o populație de 25.195 locuitori (2009).